# Alain Dewerpe
Alain Dewerpe, né le 23 septembre 1952 à Paris et mort le 16 avril 2015 dans la même ville, est un historien français.
Il était directeur d'études à l'École des hautes études en sciences sociales (EHESS).

## Biographie
Alain Dewerpe naît dans une famille de militants communistes. Il perd très tôt son père, André Dewerpe, qui meurt en 1954, deux ans après sa naissance ; il est victime d'une commotion cérébrale, conséquence de la répression de la manifestation contre la venue du général américain Ridgway, le 28 mai 1952. Sa mère, Fanny Dewerpe, est l’une des neuf victimes des violences policières du métro Charonne, le 8 février 1962,. Alain Dewerpe est élevé par ses deux grands-mères.
Militant un temps aux jeunesses communistes, il fait ses études secondaires au lycée Charlemagne, puis des études de lettres au lycée Henri-IV, de 1970 à 1973 et d’histoire à l’Institut de préparation aux enseignements de second degré (IPES) de 1971 à 1973 et étudie à l’École normale supérieure de 1973 à 1978.
Membre de l’École française de Rome (1981-1984), il est membre de son conseil scientifique et préside la commission d’admission de ses membres de 2011 à 2014.
Directeur d’études à l’École des hautes études en sciences sociales (EHESS), il est un historien reconnu du monde industriel et des mouvements sociaux et politiques en Europe, notamment en France et en Italie.
Il meurt à Paris le 16 janvier 2015, âgé de 62 ans. Il est inhumé au cimetière parisien de Bagneux (division 79).

## Publications
- Un tour de France royal : le voyage de Charles IX (1564-1566), avec Jean Boutier et Daniel Nordman, Aubier, 1984.  (ISBN 978-2700703757)
- L’Industrie aux champs : essai sur la proto-industrialisation en Italie septentrionale (1800-1880), École française de Rome, 1985.  (ISBN 978-2728300815)
- La Fabrique des prolétaires : les ouvriers de la manufacture d'Oberkampf à Jouy-en-Josas, 1760-1815, avec Yves Gaulupeau, Presses de l'École normale supérieure, 1990.  (ISBN 978-2728801503)
- Espion : une anthropologie historique du secret d’État contemporain, Gallimard, 1994.  (ISBN 978-2070737796)
- Le Monde du travail en France (1800-1950), Armand Colin, 1998.  (ISBN 978-2200218171)
- Histoire du travail, coll. Que sais-je ?, Presses universitaires de France, 2001.  (ISBN 978-2130519942)
- Charonne, 8 février 1962 : anthropologie historique d'un massacre d'État, Gallimard, coll. « Folio. Histoire » (no 141), 2006, 897 p. (ISBN 2-07-030770-0, présentation en ligne), [présentation en ligne], [présentation en ligne].
- Les mondes de l'industrie. L'Ansaldo, un capitalisme à l'italienne, Editions de l'EHESS, 2017 (ouvrage posthume dont l'édition a été établie par Jean Boutier, Patrick Fridenson, Daniel Nordman & Jacques Revel).